# Karl Dall
Karl Bernhard Dall (Emden, 1941. február 1. – 2020. november 23.) német televíziós műsorvezető, színész és humorista.

## Életút
Dall egy iskolaigazgató és egy tanárnő gyermekeként született Emdenben. Születésétől fogva egyik szemhéjának az izma béna, így azt nem tudja kinyitni teljes egészében. Markáns külseje – amellyel gyakran viccelődik is – azonnal felismerhetővé teszi.
Betűszedőnek tanult egy nyomdában, majd 1967-ben három társával együtt megalapította az Insterburg & Co. nevű zenekart. Emellett a Radio Bremen nevű adónál kezdett dolgozni műsorvezetőként. 1963-ban szerepelt a Winnetou című film első részében.
Ezután sorra következtek saját műsorai, illetve vendégszereplései más műsorokban. Nevéhez fűződik többek között a DallAs, a Jux und Dallerei és a Koffer Hoffer című szórakoztató műsor.
A kilencvenes években tagja volt a Rudi Carrell producer által készített 7 Tage, 7 Köpfe című műsor szereplőgárdájának, amelynek magyar megfelelője a Heti Hetes. Mivel azonban Carrell mindent szeretett pontosan előre rögzíteni a forgatókönyvben, Dall pedig nem akarta, hogy korlátozzák kreativitását és spontaneitását, ezért néhány év elteltével elhagyta a műsort.
2006-ban jelent meg önéletrajzi könyve, melynek címe Auge zu und durch.
Dall 1971 óta nős, egy lány édesapja.